# بورومليا (سومسكا)
بورومليا (Боромля) هي مدينة في مقاطعة سومسكا في أوكرانيا.